# Svojšice, Příbram
Svojšice là một làng thuộc huyện Příbram, vùng Středočeský, Cộng hòa Séc.